# Fritz Rieter-Bodmer
Karl Friedrich Adolf Rieter, genannt Fritz Rieter auch Fritz Rieter-Bodmer (* 15. November 1849 in Winterthur; † 27. März 1896 in Kairo; heimatberechtigt in Winterthur und ab 1892 in Enge), war ein Schweizer Kaufmann.

## Leben

### Familie
Fritz Rieter-Bodmer entstammte einer kaufmännischen Familie; sein Vater, Adolf Rieter (* 1817 in Winterthur; † 1882), war Baumwollfabrikant und Kaufmann, und seine Mutter war Maria Ida (* 4. Februar 1826 in Aarau), die Tochter des Aarauer Stadtschreibers Karl Friedrich Rothpletz (1796–1842); er hatte noch eine Schwester.
Der Grossvater seiner Mutter war der helvetische Finanzminister Johann Heinrich Rothpletz.
Sein Ur-Ur-Grossvater war der Textilunternehmer Hans Jacob Rieter, der bei der Rückreise von der Frankfurter Messe nach einem Überfall von Strassenräubern in Heidelberg starb.
1878 heiratete er Bertha (* 18. Juni 1857 in Zürich; † 30. August 1938), die Tochter des Kaufmanns Johann Heinrich Bodmer (1812–1885); gemeinsam hatten sie drei Kinder, von diesen sind namentlich bekannt:
- Ines Ida Bertha Rieter (* 29. November 1879 in Enge; † 22. Oktober 1941 in Meilen), verheiratet mit Ulrich Wille;
- Fritz Rieter-Wieland (* 21. Oktober 1887 in Enge; † 25. Februar 1970 in Zürich), verheiratet mit Rosalie Emilie, die Tochter des Obersten und Advokaten Alfred Rudolf Wieland. Er wurde später Herausgeber der Schweizer Monatshefte.

Seine Enkelin Gundalena Inez Eliza Ida Wille (* 1908) war mit dem späteren Physiker Carl Friedrich von Weizsäcker verheiratet, sein Enkel Fritz Wille wurde später Korpskommandant des 3. Gebirgsarmeekorps und seine Enkelin Jutta Wille (* 1905) war mit dem Theologen Friedrich von Bodelschwingh verheiratet.
Nach dem Tod seines Vaters liess Fritz Rieter-Bodmer das alte Fachwerkhaus der Familie durch den Architekten Alfred Friedrich Bluntschli zur Villa Schönberg aus- und umbauen, damit seine verwitwete Schwiegermutter Henriette Elisabeth Bodmer-Pestalozzi (1825–1906) dort wohnen konnte; 1923 war Adolf Hitler zu Gast von Ulrich Wille in der Villa Schönberg. Gleichzeitig baute Bluntschli, der später auch die nahe gelegene Kirche Enge entwarf, die Villa Rieter. Bertha Rieter-Bodmer beherbergte dort den letzten deutschen Kaiser Wilhelm II. bei seinem Staatsbesuch im September 1912 einige Tage als Gast. Ein weiteres Anwesen, dass Fritz Rieter-Bodmer von seinem Vater erbte, war die Villa Wesendonck im Rieterpark.

### Werdegang
Nach dem Besuch des Gymnasiums in Winterthur von 1863 bis 1869 setzte Fritz Rieter-Bodmer seine Ausbildung an den Universitäten Genf, Berlin und Paris fort, wo er allgemeine wissenschaftliche Studien betrieb.
Nach Abschluss seiner akademischen Laufbahn trat er in das väterliche Unternehmen, die Rotfärberei Rieter, Ziegler & Co. ein, das in den 1870er Jahren nach Zürich umzog. Um seine kaufmännischen Fähigkeiten weiter auszubauen, absolvierte er eine zusätzliche Ausbildung in London.
Fritz Rieter-Bodmer war ab 1877 im Vorstand der Kaufmännischen Gesellschaft Zürich (siehe Zürcher Handelskammer) tätig und übernahm von 1891 bis zu seinem Tod 1896, als Nachfolger des zurück getretenen Conrad Cramer-Frey, die Präsidentschaft dieser Institution; nach seinem Tod folgte ihm Hans Wunderly-von Muralt als Präsident. Er war auch ab 1882 Mitglied der Schweizerischen Handelskammer und wurde 1888 in den Verwaltungsrat der Schweizerischen Kreditanstalt gewählt. Dazu wurde er im selben Jahr Vizepräsident des Schweizerischen Handels- und Industrievereins, genannt Vorort. Seine Verdienste in der Wirtschaft und seine Führungsqualitäten führten dazu, dass er 1893 in den Grossen Stadtrat von Zürich gewählt wurde.
Er war im Grossen Stadtrat von Zürich und gehörte dort der Geschäftsprüfungskommission an.
Ein besonderes Anliegen von Fritz Rieter-Bodmer war die Beilegung des zollpolitischen Konflikts von 1892 zwischen der Schweiz und Frankreich. Sein Engagement in dieser Angelegenheit zeigte seine Weitsicht und seinen Einsatz für die wirtschaftlichen Beziehungen der Schweiz im internationalen Kontext.
Er war bekannt für seine Ansichten über die Auswirkungen des Sklavenhandels auf die Bevölkerung der Westküste Afrikas. Er erkannte die verheerenden Folgen des Handels und war der Überzeugung, dass es die Verantwortung Europas sei, zur Entwicklung Afrikas beizutragen.
In seinen Schriften plädierte er für die Unterstützung deutscher kolonialer Projekte, insbesondere in Kamerun und Togo. Er sah in diesen Gebieten Potenzial für wirtschaftliches Wachstum und wollte eine schweizerische Handelsniederlassung in Westafrika gründen, um den Handel und die Beziehungen zwischen Europa und Afrika zu fördern.

## Mitgliedschaften
Fritz Rieter-Bodmer war 1891 Vizepräsident der Ethnografischen Gesellschaft sowie seit 1883 der Naturforschenden Gesellschaft.

## Ehrungen und Auszeichnungen
In Zürich wurde die Rieterstrasse nach der Familie Rieter benannt.

## Schriften (Auswahl)
- Bericht über die ostschweizer Geographisch-commercielle Gesellschaft in St. Gallen: erstattet an die Kaufmännische Gesellschaft Zürich. Zürich, 1879 (Digitalisat).
- Etwas über Afrika unter besonderer Berücksichtigung der kommerziellen Verhältnisse. Basel, 1886 (Digitalisat).